# Alfred Wieser
Alfred Wieser (* 15. Juni 1950 in Klagenfurt) ist ein ehemaliger österreichischer FIFA-Schiedsrichter.
Seine Karriere als Schiedsrichter in der Bundesliga begann Wieser mit dem Spiel SK VOEST Linz – First Vienna FC am 17. September 1982.
Im Zeitraum von 1982 bis zum Abschlussspiel im Jahre 1996 leitete Wieser  170 Bundesligaspiele, ab 1991 hatte er die Aufgabe 20 internationale Spiele zu pfeifen. Ein Höhepunkt und eine Auszeichnung für seine Schiedsrichtertätigkeit war die Einteilung im Frauen-EM-Finale 1993 in Italien beim Spiel Norwegen gegen Italien.
Seit dem Ende der internationalen Schiedsrichterkarriere ist Wieser im Rahmen des Kärntner Fußballs weiterhin voll aktiv als Schiedsrichter wie auch als stellvertretender Sprecher der Schiedsrichtergruppe Klagenfurt.